# Härledbarhet
Härledbarhet är ett härledningsbegrepp. En formel B är härledbar från en mängd A av satser i det formella systemet S om och endast om det med ett ändligt antal härledningssteg följer att B impliceras av A.
{\displaystyle \vdash _{S}(A\rightarrow B)}